# (3667) Anne-Marie
(3667) Anne-Marie es un asteroide perteneciente al cinturón de asteroides, descubierto el 9 de marzo de 1981 por Edward Bowell desde la Estación Anderson Mesa (condado de Coconino, cerca de Flagstaff, Arizona, Estados Unidos).

## Designación y nombre
Designado provisionalmente como 1981 EF. Fue nombrado Anne-Marie en homenaje a Anne-Marie Malotki una amiga del descubridor.